# Meridià 42 a l'oest
El meridià 42 a l'oest de Greenwich és una línia de longitud que s'estén des del pol Nord travessant l'oceà Àrtic, Groenlàndia, Amèrica del Sud, l'oceà Atlàntic, l'oceà Antàrtic, i l'Antàrtida fins al pol Sud.
El meridià 42 a l'oest forma un cercle màxim amb el meridià 138 a l'est. Com tots els altres meridians, la seva longitud correspon a una semicircumferència terrestre, uns 20.003,932 km. Al nivell de l'Equador, és a una distància del meridià de Greenwich de 4.675 km.

## De Pol a Pol
Començant en el pol Nord i dirigint-se cap al pol Sud, aquest meridià travessa:
| Coordenades                             | País, territori o mar | Notes |
| --------------------------------------- | --------------------- | --- |
| 90° 0′ N, 42° 0′ O / 90.000°N,42.000°O  | Oceà Àrtic            | |
| 83° 40′ N, 42° 0′ O / 83.667°N,42.000°O | Mar de Lincoln        | |
| 83° 13′ N, 42° 0′ O / 83.217°N,42.000°O | Groenlàndia           | |
| 82° 51′ N, 42° 0′ O / 82.850°N,42.000°O | Fiord J.P. Koch       | |
| 82° 40′ N, 42° 0′ O / 82.667°N,42.000°O | Groenlàndia           | |
| 63° 43′ N, 42° 0′ O / 63.717°N,42.000°O | Oceà Atlàntic         | |
| 2° 43′ S, 42° 0′ O / 2.717°S,42.000°O   | Brasil                | Maranhão Piauí — des de 3° 14′ S, 42° 0′ O / 3.233°S,42.000°O estat de Bahia — des de 9° 13′ S, 42° 0′ O / 9.217°S,42.000°O Minas Gerais — des de 15° 9′ S, 42° 0′ O / 15.150°S,42.000°O Rio de Janeiro — des de 20° 56′ S, 42° 0′ O / 20.933°S,42.000°O, el continent i Ilha do Cabo Frio |
| 23° 1′ S, 42° 0′ O / 23.017°S,42.000°O  | Oceà Atlàntic         | Passa a l'est de Shag Rocks, Illes Geòrgia del Sud i Sandwich del Sud (a 53° 31′ S, 42° 1′ O / 53.517°S,42.017°O) · Passa a l'oest de Black Rock, Illes Geòrgia del Sud i Sandwich del Sud (a 53° 39′ S, 41° 49′ O / 53.650°S,41.817°O)                                                    |
| 60° 0′ S, 42° 0′ O / 60.000°S,42.000°O  | Oceà Antàrtic         | |
| 77° 40′ S, 42° 0′ O / 77.667°S,42.000°O | Antàrtida             | Antàrtida Argentina, reclamat per Argentina · Territori Antàrtic Britànic, reclamat per Regne Unit |